# 우치모리야촌
우치모리야촌(内守谷村)은 군구정촌편제법 이전부터 1956년 4월 1일까지 존재했던 이바라키현 [기타소마군]]의 촌이다. 현재의 조소시 남서부에 해당한다.

## 지리
이바라키현 기타소마군 서부에 있던 촌이다. 구 기타소마군 중 기누가와강 서안에 존재했던 3개의 촌(1889년 이전에는 4개 마을) 중 하나이며, 구 촌 구역의 동쪽 끝에는 기누강이 흐르고 있다.

## 역사
942년(덴교 5년)에 개창되어 옛날에는 모리야고(守谷郷)라고 불렀다(게이코 천황 시대(71년-130년)부터 현재의 모리야시 중심부를 모리야고라고 불렀지만, 그것과는 별개이다). 한동안 우치혼고(内本郷)와 신고(新郷)로 나뉘어 있었으나, 1185년(문치 원년)에 합병되어 이후 우치모리야가 되었다. 1954년(쇼와 29년) 3월 시점에는 기타소마군의 기누가와강 서안 3개 마을(사카테촌, 스가오촌, 우치모리야촌)과의 합병안이 나왔으나, 같은 해 6월 17일에는 스가오촌, 오기누촌과의 합병안으로 변경되었다(사카테무라는 그해 7월에 미즈카이도시에 편입되었다). 그 후, 스가오무라와 함께 미즈카이도시에 편입되는 안이 제시되어 1956년 4월 1일 구 유키군(結城郡)을 중심으로 구성되었던 미즈카이도시(조소시)에 편입되었다. 현재 구 기타소마군 중 기누가와강 서안 3촌에 해당하는 지역은 현서부 지역, 동안은 현남부 지역에 속한다. 
- 942년 -  개창되어 모리야향이라 불린다.
- 1185년 -  우치혼고와 신고로 나뉘어 있었으나 합병하여 우치모리야가 되었다.
- 1873년 6월 15일 - 폐번치현으로 인해 소마군이 지바현 소속이 되었다.
- 1878년 7월 22일 - 군구정촌편제법이 시행하여 소마군이 2개로 분할되어 기타소마군이 성립하였다
- 1889년 4월 1일 - 정촌제 시행에 수반해 기타소마군 우치모리야촌이 성립하였다.
- 1956년 4월 1일 - 스가오촌이 미즈카이도시에 편입하여, 우치모리야촌은 소멸하였다.

## 지역의 변천

### 시정촌사
| 1878년 7월 21일 이전 | 1878년 7월 22일 - 1956년 3월 31일 | 1956년 4월 1일 - 2006년 1월 1일 | 현재   |
| -------------------- | --------------------------------- | ------------------------------- | ------ |
| 소마군 우치모리야촌  | 기타소마군 우치모리야촌           | 미즈카이도시                    | 조소시 |